# فهرست فیلم‌ها بر پایه نشریات مارول کامیکس

نشان مارول کامیکس

این فهرستی از فیلم‌ها بر پایهٔ نشریات مارول کامیکس، ناشر کتاب‌های کمیک آمریکایی و رسانه‌های مرتبط آن است. شخصیت‌های آن ابرقهرمانان شناخته‌شده‌ای مثل مرد عنکبوتی، مرد آهنی، هالک، ثور، کاپیتان آمریکا، پلنگ سیاه، دکتر استرنج، مرد مورچه‌ای، ولورین، دردویل و ددپول و تیم‌هایی مانند انتقام‌جویان، مردان ایکس، چهار شگفت‌انگیز و نگهبانان کهکشان هستند. بسیاری از شخصیت‌های داستانی مارول، جهان داستانی را با دیگر شخصیت‌ها به اشتراک می‌گذارند، بسیاری از مکان‌ها معکوس کنندهٔ مکان‌های زندگی واقعی هستند و بسیاری از شخصیت‌ها در شهر نیویورک پایه‌گذاری شده‌اند.
فیلم‌ها بر پایهٔ خواص مارول کمیک شامل انتشارهای سینمایی فیلم‌های سریالی، لایو اکشن، فیلم‌های پویانمایی، فیلم‌های ویدئویی و تله فیلم می‌باشد.

## تولیدات مارول

### فیلم‌های مارول
| سال   | عنوان                                | استودیو (های) تولید            | یادداشت |
| ----- | ------------------------------------ | ------------------------------ | --- |
| ۱۹۹۸  | تیغه                                 | نیو لاین سینما                 | |
| ۲۰۰۰  | مردان ایکس                           | استودیو قرن بیستم              | |
| ۲۰۰۲  | تیغه ۲                               | نیو لاین سینما                 | |
| ۲۰۰۲  | مرد عنکبوتی                          | کلمبیا پیکچرز                  | نامزد ۲ جایزه اسکار |
| ۲۰۰۳  | بی‌باک                                | استودیو قرن بیستم              | تولید مشترک ریجنسی انترتینمنت |
| ۲۰۰۳  | ایکس ۲                               | استودیو قرن بیستم              | |
| ۲۰۰۳  | هالک                                 | یونیورسال پیکچرز               | |
| ۲۰۰۴  | مجازاتگر                             | آرتیسان اینترتیمنت             | توزیع شده توسط لاینزگیت فیلمز در ایالات متحده و کانادا و کلمبیا پیکچرز در مناطق دیگر                                              |
| ۲۰۰۴  | مرد عنکبوتی ۲                        | کلمبیا پیکچرز                  | برنده ۱ اسکار، نامزد ۲ اسکار دیگر                                                                                                 |
| ۲۰۰۴  | تیغه: سه‌گانگی                        | نیو لاین سینما                 | |
| ۲۰۰۵  | الکترا                               | استودیو قرن بیستم              | تولید مشترک ریجنسی انترتینمنت |
| ۲۰۰۵  | چهار شگفت‌انگیز                       | استودیو قرن بیستم              | |
| ۲۰۰۶  | مردان ایکس: آخرین ایستادگی           | استودیو قرن بیستم              | |
| ۲۰۰۷  | روح‌سوار                              | کلمبیا پیکچرز                  | |
| ۲۰۰۷  | مرد عنکبوتی ۳                        | کلمبیا پیکچرز                  | |
| ۲۰۰۷  | چهار شگفت‌انگیز: قیام موج‌سوار نقره‌ای  | استودیو قرن بیستم              | |
| ۲۰۰۸  | مرد آهنی                             | مارول استودیوز                 | توزیع شده توسط پارامونت پیکچرز؛ نامزد ۲ جایزه اسکار                                                                               |
| ۲۰۰۸  | هالک شگفت‌انگیز                       | مارول استودیوز                 | توزیع شده توسط یونیورسال پیکچرز                                                                                                   |
| ۲۰۰۸  | مجازاتگر: منطقه جنگی                 | لاینزگیت فیلمز                 | توسط مارول استودیوز تحت عنوان شوالیه‌های مارول تهیه شده‌است. توزیع شده توسط کلمبیا پیکچرز در خارج از ایالات متحده؛ بخشی از MCU نیست |
| ۲۰۰۹  | خاستگاه مردان ایکس: ولورین           | استودیو قرن بیستم              | |
| ۲۰۱۰  | مرد آهنی ۲                           | مارول استودیوز                 | توزیع شده توسط پارامونت پیکچرز؛ نامزد ۱ اسکار                                                                                     |
| ۲۰۱۱  | ثور                                  | مارول استودیوز                 | توزیع شده توسط پارامونت پیکچرز |
| ۲۰۱۱  | مردان ایکس: کلاس اول                 | استودیو قرن بیستم              | |
| ۲۰۱۱  | کاپیتان آمریکا: نخستین انتقام‌جو      | مارول استودیوز                 | توزیع شده توسط پارامونت پیکچرز |
| ۲۰۱۱  | گوست رایدر: روح انتقام               | کلمبیا پیکچرز                  | توسط مارول استودیوز تحت عنوان شوالیه‌های مارول تهیه شده‌است. بخشی از MCU نیست                                                       |
| ۲۰۱۲  | انتقام‌جویان                          | مارول استودیوز                 | اولین فیلم مارول استودیوز که توسط استودیو سینمایی والت دیزنی توزیع شده‌است. نامزد ۱ اسکار                                          |
| ۲۰۱۲  | مرد عنکبوتی شگفت‌انگیز                | کلمبیا پیکچرز                  | |
| ۲۰۱۳  | مرد آهنی ۳                           | مارول استودیوز                 | نامزد ۱ اسکار |
| ۲۰۱۳  | ولورین                               | استودیو قرن بیستم              | |
| ۲۰۱۳  | ثور: دنیای تاریک                     | مارول استودیوز                 | |
| ۲۰۱۴  | کاپیتان آمریکا: سرباز زمستان         | مارول استودیوز                 | نامزد ۱ اسکار |
| ۲۰۱۴  | مرد عنکبوتی شگفت‌انگیز ۲              | کلمبیا پیکچرز                  | |
| ۲۰۱۴  | مردان ایکس: روزهای گذشته آینده       | استودیو قرن بیستم              | نامزد ۱ اسکار |
| ۲۰۱۴  | نگهبانان کهکشان                      | مارول استودیوز                 | نامزد ۲ جایزه اسکار |
| ۲۰۱۵  | انتقام‌جویان: عصر اولتران             | مارول استودیوز                 | |
| ۲۰۱۵  | مرد مورچه‌ای                          | مارول استودیوز                 | |
| ۲۰۱۵  | چهار شگفت‌انگیز                       | استودیو قرن بیستم              | |
| ۲۰۱۶  | ددپول                                | استودیو قرن بیستم              | |
| ۲۰۱۶  | کاپیتان آمریکا: جنگ داخلی            | مارول استودیوز                 | |
| ۲۰۱۶  | مردان ایکس: آپوکالیپس                | استودیو قرن بیستم              | |
| ۲۰۱۶  | دکتر استرنج                          | مارول استودیوز                 | نامزد ۱ اسکار |
| ۲۰۱۷  | لوگان                                | استودیو قرن بیستم              | نامزد ۱ اسکار |
| ۲۰۱۷  | نگهبانان کهکشان بخش ۲                | مارول استودیوز                 | نامزد ۱ اسکار |
| ۲۰۱۷  | مرد عنکبوتی: بازگشت به خانه          | کلمبیا پیکچرز / مارول استودیوز | توزیع شده توسط سونی پیکچرز |
| ۲۰۱۷  | ثور: رگناروک                         | مارول استودیوز                 | |
| ۲۰۱۸  | پلنگ سیاه                            | مارول استودیوز                 | برنده ۳ جایزه اسکار، نامزد ۴ اسکار دیگر                                                                                           |
| ۲۰۱۸  | انتقام‌جویان: جنگ ابدیت               | مارول استودیوز                 | نامزد ۱ اسکار |
| ۲۰۱۸  | ددپول ۲                              | استودیو قرن بیستم              | نسخه PG-13 با عنوان روزی روزگاری ددپول با صحنه‌های متناوب و طولانی در سینما منتشر شد.                                              |
| ۲۰۱۸  | مرد مورچه‌ای و زنبورک                 | مارول استودیوز                 | |
| ۲۰۱۸  | مرد عنکبوتی: به درون دنیای عنکبوتی   | کلمبیا پیکچرز                  | |
| ۲۰۱۸  | ونوم                                 | کلمبیا پیکچرز                  | |
| ۲۰۱۹  | کاپیتان مارول                        | مارول استودیوز                 | |
| ۲۰۱۹  | انتقام‌جویان: پایان بازی              | مارول استودیوز                 | نامزد ۱ اسکار |
| ۲۰۱۹  | دارک فینکس                           | استودیو قرن بیستم              | |
| ۲۰۱۹  | مرد عنکبوتی: دور از خانه             | کلمبیا پیکچرز / مارول استودیوز | توزیع شده توسط سونی پیکچرز |
| ۲۰۲۰  | جهش‌یافته‌های جدید                     | استودیو قرن بیستم              | |
| ۲۰۲۱  | بیوه سیاه                            | مارول استودیوز                 | به‌طور همزمان در سینماها و در دیزنی پلاس اکران شد                                                                                  |
| ۲۰۲۱  | شانگ چی و افسانه ده حلقه             | مارول استودیوز                 | نامزد ۱ اسکار |
| ۲۰۲۱  | ونوم: بگذارید کارنیج بیاید           | کلمبیا پیکچرز                  | |
| ۲۰۲۱  | جاودانگان                            | مارول استودیوز                 | |
| ۲۰۲۱  | مرد عنکبوتی: راهی به خانه نیست       | کلمبیا پیکچرز / مارول استودیوز | توزیع شده توسط سونی پیکچرز؛ نامزد ۱ اسکار                                                                                         |
| ۲۰۲۲  | موربیوس                              | کلمبیا پیکچرز                  | |
| ۲۰۲۲  | دکتر استرنج در چندجهانی دیوانگی      | مارول استودیوز                 | |
| ۲۰۲۲  | ثور: عشق و تندر                      | مارول استودیوز                 | |
| ۲۰۲۲  | پلنگ سیاه: واکاندا تا ابد            | مارول استودیوز                 | توزیع‌شده توسط سونی پیکچرز؛ نامزد دریافت ۱ جایزه اسکار                                                                             |
| ۲۰۲۳  | مرد مورچه‌ای‌ و زنبورک: شیدایی‌کوانتومی | مارول استودیوز                 | |
| ۲۰۲۳  | نگهبانان کهکشان بخش۳                 | مارول استودیوز                 | برنده ۱ جایزه اسکار، نامزد دریافت ۴ جایزه اسکار دیگر                                                                              |
| ۲۰۲۳  | مرد عنکبوتی: در میان دنیای عنکبوتی   | کلمبیا پیکچرز                  | |
| ۲۰۲۳  | مارول‌ها                              | مارول استودیوز                 | |
| ۲۰۲۴  | مادام وب                             | کلمبیا پیکچرز                  | |
| ۲۰۲۴  | کریون شکارچی                         | کلمبیا پیکچرز                  | |
| ۲۰۲۴  | ونوم: آخرین رقص                      | کلمبیا پیکچرز                  | |
| ۲۰۲۴  | ددپول ۳: ددپول و ولورین              | مارول استودیوز                 | |
| ۲۰۲۵  | کاپیتان آمریکا: نظم نوین جهانی       | مارول استودیوز                 | |
| ۲۰۲۵  | تاندربولتز*                          | مارول استودیوز                 | |
| ۲۰۲۵  | چهار شگفت‌انگیز: گام‌های نخست          | مارول استودیوز                 | |
| آینده |                                      |                                | |
| ۲۰۲۶  | انتقام‌جویان: روز رستاخیز             | مارول استودیوز                 | درحال فیلمبرداری |
| ۲۰۲۷  | انتقام جویان: جنگ‌های پنهان           | مارول استودیوز                 | پیش‌تولید |
| ۲۰۲۷  | مرد عنکبوتی: فراتر از دنیای عنکبوتی  | کلمبیا پیکچرز                  | پیش‌تولید |
| TBA   | جنگ‌های زرهی                          | مارول استدیوز                  | ن/م |
| TBA   | مردعنکبوتی ۴                         | مارول استدیوز                  | ن/م |
| TBA   | شانگ چی ۲                            | مارول استدیوز                  | ن/م |
| TBA   | ال‌مورتو                              | کلمبیا پیکچرز                  | ن/م |

! زمان انتشار فیلم و سریال‌های مورد انتظار ممکن است تغییر کنند.

### سریال‌های مارول
| سال   | عنوان                        | فصل             | استودیو (های) تولید            | پخش                     | یادداشت          |
| ----- | ---------------------------- | --------------- | ------------------------------ | ----------------------- | ---------------- |
| ۲۰۱۳  | ماموران شیلد                 | ۷فصل=۱۳۶قسمت    | ABC استودیوز، مارول استودیوز   | شبکه ABC                |                  |
| ۲۰۱۵  | مامور کارتر                  | ۲فصل=۱۸قسمت     | ABC استودیوز، مارول استودیوز   | شبکه ABC                |                  |
| ۲۰۱۵  | دردویل                       | ۳فصل=۳۹قسمت     | ABC استودیوز، مارول استودیوز   | نتفلیکس                 |                  |
| ۲۰۱۵  | جسیکاجونز                    | ۳فصل=۳۹قسمت     | ABC استودیوز، مارول استودیوز   | نتفلیکس                 |                  |
| ۲۰۱۶  | لوک کیج                      | ۲فصل=۲۶قسمت     | ABC استودیوز، مارول استودیوز   | نتفلیکس                 |                  |
| ۲۰۱۷  | پانیشر                       | ۲فصل=۲۶قسمت     | ABC استودیوز، مارول استودیوز   | نتفلیکس                 |                  |
| ۲۰۱۷  | آیرون فیست                   | ۲فصل=۲۳قسمت     | ABC استودیوز، مارول استودیوز   | نتفلیکس                 |                  |
| ۲۰۱۷  | مدافعان                      | ۱فصل=۸قسمت      | ABC استودیوز، مارول استودیوز   | نتفلیکس                 |                  |
| ۲۰۱۷  | ناانسان‌ها                    | ۱فصل=۸قسمت      | ABC استودیوز، مارول استودیوز   | شبکه ABC                |                  |
| ۲۰۱۷  | فراری‌ها                      | ۳فصل=۳۳قسمت     | ABC استودیوز، مارول استودیوز   | هولو                    |                  |
| ۲۰۱۷  | لژیون                        | ۳فصل=۲۷قسمت     | فاکس قرن بیستم، مارول استودیوز | تلویزیون فاکس قرن بیستم |                  |
| ۲۰۱۷  | بااستعداد                    | ۲فصل=۲۹قسمت     | فاکس قرن بیستم، مارول استودیوز | تلویزیون فاکس قرن بیستم |                  |
| ۲۰۱۸  | شنل و خنجر                   | ۲فصل=۲۰قسمت     | مارول استودیوز                 | فری‌فورم                 |                  |
| ۲۰۲۰  | هل‌استورم                     | ۱فصل=۱۰قسمت     | ABC استودیوز، مارول استودیوز   | هولو                    |                  |
| ۲۰۲۱  | وانداویژن                    | ۱فصل=۹قسمت      | مارول استودیوز                 | دیزنی پلاس              |                  |
| ۲۰۲۱  | فالکون و سرباز زمستان        | ۲فصل=۱۲قسمت     | مارول استودیوز                 | دیزنی پلاس              |                  |
| ۲۰۲۱  | لوکی                         | ۲فصل=۱۲قسمت     | مارول استودیوز                 | دیزنی پلاس              |                  |
| ۲۰۲۱  | چه می‌شود اگر… ؟              | ۲فصل=۱۸قسمت     | مارول استودیوز                 | دیزنی پلاس              |                  |
| ۲۰۲۱  | هاکای                        | ۱فصل=۶قسمت      | مارول استودیوز                 | دیزنی پلاس              |                  |
| ۲۰۲۲  | شوالیه‌ماه                    | ۱فصل=۶قسمت      | مارول استودیوز                 | دیزنی پلاس              |                  |
| ۲۰۲۲  | خانم مارول                   | ۱فصل=۶قسمت      | مارول استودیوز                 | دیزنی پلاس              |                  |
| ۲۰۲۲  | من گروت هستم                 | ۲فصل=۱۰قسمت     | مارول استودیوز                 | دیزنی پلاس              |                  |
| ۲۰۲۲  | شی-هالک                      | ۱فصل=۹قسمت      | مارول استودیوز                 | دیزنی پلاس              |                  |
| ۲۰۲۲  | گرگینه در شب                 | ویژه تلویزیونی  | مارول استودیوز                 | دیزنی پلاس              |                  |
| ۲۰۲۲  | نگهبانان کهکشان ویژه تعطیلات | ویژه تلویزیونی  | مارول استودیوز                 | دیزنی پلاس              |                  |
| ۲۰۲۳  | تهاجم مخفی                   | ۱فصل=۶قسمت      | مارول استودیوز                 | دیزنی پلاس              |                  |
| ۲۰۲۴  | اکو                          | ۱فصل=۶قسمت      | مارول استودیوز                 | دیزنی پلاس              |                  |
| آینده |                              |                 |                                |                         |                  |
| ۲۰۲۴  | آیرون هارت                   | ۱فصل=۶قسمت      | مارول استودیوز                 | دیزنی پلاس              | درحال فیلمبرداری |
| ۲۰۲۴  | 2024                         | آگاتا:محفل آشوب | مارول استودیوز                 | دیزنی پلاس              | ۱فصل=۹قسمت       |
| ۲۰۲۴  | دردویل:تولد دوباره           | ۱فصل=۱۸قسمت     | مارول استودیوز                 | دیزنی پلاس              | درحال توسعه      |
| ۲۰۲۴  | ایکس‌من ۹۷                    | ۲فصل            | مارول استودیوز                 | دیزنی پلاس              | درحال توسعه      |
| ۲۰۲۴  | واندرمن                      | ن/م             | مارول استودیوز                 | دیزنی پلاس              | درحال توسعه      |
| ن/م   | مردعنکبوتی:سال اول دبیرستان  | ن/م             | مارول استودیوز                 | دیزنی پلاس              | درحال توسعه      |
| ن/م   | زامبی‌های مارول               | ن/م             | مارول استودیوز                 | دیزنی پلاس              | درحال توسعه      |
| ن/م   | واکاندا                      | ن/م             | مارول استودیوز                 | دیزنی پلاس              | درحال توسعه      |
| ن/م   | ویژن کوئست                   | ن/م             | مارول استودیوز                 | دیزنی پلاس              | درحال توسعه      |
| ن/م   | سیلک                         | ن/م             | کلمبیا پیکچرز                  | آمازون پرایم            | درحال توسعه      |

### فیلم‌های کوتاه
| سال  | عنوان                               | استودیو (های) تولید            | ظاهر                                                 | طول             | یادداشت                                                            |
| ---- | ----------------------------------- | ------------------------------ | ---------------------------------------------------- | --------------- | ------------------------------------------------------------------ |
| ۱۹۴۴ | کاپیتان آمریکا                      | ریپابلیک پیکچرز                | به صورت سینمایی منتشر شد                             | هر فصل ۱۵ دقیقه | سریال ۱۵ فصلی؛ مارول در آن زمان به عنوان تایملی کامیکس شناخته می‌شد |
| ۱۹۷۸ | مرد عنکبوتی                         | شرکت توئی                      | توئی مانگا ماتسوری تابستان ۱۹۷۸                      | ۲۴ دقیقه        |                                                                    |
| ۲۰۱۱ | مشاور                               | مارول استودیوز / گروه ایبلینگ  | انتشار بلوری ثور                                     | ۴ دقیقه         | مارول وان شاتز                                                     |
| ۲۰۱۱ | یک اتفاق جالب در راه چکش ثور رخ داد | مارول استودیوز / گروه ایبلینگ  | انتشار بلوری کاپیتان آمریکا: نخستین انتقام‌جو         | ۴ دقیقه         | مارول وان شاتز                                                     |
| ۲۰۱۲ | مورد ۴۷                             | مارول استودیوز / ام۳ کریتیو    | انتشار بلوری انتقام‌جویان                             | ۱۲ دقیقه        | مارول وان شاتز                                                     |
| ۲۰۱۳ | مامور کارتر                         | مارول استودیوز                 | انتشار بلوری مرد آهنی ۳ و دانلود دیجیتال             | ۱۵ دقیقه        | مارول وان شاتز                                                     |
| ۲۰۱۴ | درود برتو پادشاه                    | مارول استودیوز                 | انتشار بلوری ثور: دنیای تاریک و دانلود دیجیتال       | ۱۴ دقیقه        | مارول وان شاتز                                                     |
| ۲۰۱۶ | تیم ثور                             | مارول استودیوز                 | انتشار بلوری کاپیتان آمریکا: جنگ داخلی               | ۴ دقیقه         |                                                                    |
| ۲۰۱۷ | تیم ثور: قسمت ۲                     | مارول استودیوز                 | انتشار بلوری دکتر استرنج                             | ۵ دقیقه         |                                                                    |
| ۲۰۱۷ | هیچ کار خوبی نیست                   | استودیو قرن بیستم              | قبل از لوگان به صورت تئاتری و آنلاین رایگان منتشر شد | ۴ دقیقه         |                                                                    |
| ۲۰۱۸ | تیم درل                             | مارول استودیوز                 | انتشار بلوری ثور: رگناروک                            | ۶ دقیقه         |                                                                    |
| ۲۰۱۹ | لیست کارهای پیتر                    | کلمبیا پیکچرز / مارول استودیوز | انتشار بلوری مرد عنکبوتی: دور از خانه                | ۳ دقیقه         |                                                                    |
| ۲۰۲۱ | ددپول و واکنش کورگ                  | استودیو قرن بیستم              | یوتیوب                                               | ۴ دقیقه         |                                                                    |

### از آثار مارول
آیکون کامیکس
| سال  | عنوان               | استودیو (های) تولید                                                         | یادداشت                                                                                 |
| ---- | ------------------- | --------------------------------------------------------------------------- | --------------------------------------------------------------------------------------- |
| ۲۰۱۰ | کیک-اس              | مارو استودیوز / پلن بی انترتینمنت                                           | توزیع شده توسط لاینزگیت فیلمز در ایالات متحده و کانادا و یونیورسال پیکچرز در مناطق دیگر |
| ۲۰۱۳ | کیک-اس ۲            | مارو استودیوز / پلن بی انترتینمنت                                           | توزیع شده توسط یونیورسال پیکچرز                                                         |
| ۲۰۱۵ | کینگزمن: سرویس مخفی | مارو استودیوز / کلاودی پروداکشنز / شانگری-لا انترتینمنت / تی‌اس‌جی انترتینمنت | توزیع شده توسط استودیو قرن بیستم                                                        |
| ۲۰۱۷ | کینگزمن: محفل طلایی | مارو استودیوز / کلاودی پروداکشنز / تی‌اس‌جی انترتینمنت                        | توزیع شده توسط استودیو قرن بیستم                                                        |
| ۲۰۲۱ | کینگزمن             | مارو استودیوز / کلاودی پروداکشنز                                            | توزیع شده توسط استودیو قرن بیستم. پیش‌درآمد مجموعه‌فیلم کینگزمن                           |

مالیبو کامیکس
| سال  | عنوان                    | استودیو (های) تولید                                                                       | یادداشت                           |
| ---- | ------------------------ | ----------------------------------------------------------------------------------------- | --------------------------------- |
| ۱۹۹۷ | مردان سیاه‌پوش            | کلمبیا پیکچرز / امبلین انترتینمنت / پارکس + مک‌دونالد پروداکشنز                            | برنده ۱ اسکار، نامزد ۲ اسکار دیگر |
| ۲۰۰۲ | مردان سیاه‌پوش ۲          | کلمبیا پیکچرز / امبلین انترتینمنت / پارکس + مک‌دونالد پروداکشنز                            |                                   |
| ۲۰۱۲ | مردان سیاه‌پوش ۳          | کلمبیا پیکچرز / امبلین انترتینمنت / پی+ام ایمج نیشن / همیسفر مدیا کپیتال                  |                                   |
| ۲۰۱۹ | مردان سیاه‌پوش: بین‌المللی | کلمبیا پیکچرز / امبلین انترتینمنت / پارکس + مک‌دونالد پروداکشنز / ایمج نیشن / تنسنت پیکچرز | اسپین‌آف مجموعه‌فیلم مردان سیاه‌پوش  |

### فیلم‌های ویدئویی و تلویزیونی
| سال  | عنوان                       | شرکت تولیدی                                 | یادداشت |
| ---- | --------------------------- | ------------------------------------------- | --- |
| ۱۹۷۷ | مرد عنکبوتی                 | چارلز فرایز پروداکشنز / دن گودمن پروداکشنز  | قسمت آزمایشی بکدور سریال مرد عنکبوتی شگفت‌انگیز؛ اکران محدود سینما در سطح بین‌المللی                                                                                         |
| ۱۹۷۸ | دکتر استرنج                 | یونیورسال تله‌ویژن                           | قسمت آزمایشی یک سریال تلویزیونی تولید نشده |
| ۱۹۷۹ | کاپیتان آمریکا              | یونیورسال تله‌ویژن                           | |
| ۱۹۷۹ | کاپیتان آمریکا ۲: مرگ زودرس | یونیورسال تله‌ویژن                           | |
| ۱۹۸۸ | بازگشت هالک شگفت‌انگیز       | نیو وورد پیکچرز / بیکسبی-براندون پروداکشنز  | تلاش‌های احیای سریال تلویزیونی هالک شگفت‌انگیز |
| ۱۹۸۹ | محاکمه هالک شگفت‌انگیز       | نیو وورد پیکچرز / بیکسبی-براندون پروداکشنز  | تلاش‌های احیای سریال تلویزیونی هالک شگفت‌انگیز |
| ۱۹۸۹ | مجازاتگر                    | نیو وورد پیکچرز                             | فیلم ویدئویی در ایالات متحده؛ اکران محدود سینما در سطح بین‌المللی |
| ۱۹۹۰ | مرگ هالک شگفت‌انگیز          | نیو وورد تله‌ویژن / بیکسبی-براندون پروداکشنز | تلاش برای احیای سریال تلویزیونی هالک شگفت‌انگیز |
| ۱۹۹۰ | کاپیتان آمریکا              | شرکت فیلم قرن بیست و یکم                    | تولید مشترک جدرن فیلم؛ فیلم ویدئویی در ایالات متحده؛ اکران محدود سینما در سطح بین‌المللی                                                                                    |
| ۱۹۹۴ | چهار شگفت‌انگیز              | کنستانتین فیلم                              | منتشر نشده. در ضبط بوتلگ و در یوتیوب موجود است. |
| ۱۹۹۶ | نسل ایکس                    | نیو وورد تله‌ویژن                            | قسمت آزمایشی یک سریال تلویزیونی تولید نشده |
| ۱۹۹۸ | نیک فیوری: مأمور شیلد       | تلویزیون بیستم                              | قسمت آزمایشی یک سریال تلویزیونی تولید نشده |
| ۲۰۰۵ | من-ثینگ                     | لاینزگیت فیلمز / آرتیسان اینترتیمنت         | اولین نمایش تلویزیونی در ایالات متحده در کانال سای فای؛ اکران محدود سینما در سطح بین‌المللی؛ در ابتدا برای پخش ویدئویی و نمایش در سینمای ایالات متحده در نظر گرفته شده بود. |

#### قسمت‌ها به صورت فیلم
فیلم‌های زیر مجموعه‌های تلویزیونی بودند که به‌عنوان فیلم‌های بلند، فیلم‌های تلویزیونی یا فیلم‌های ویدئویی منتشر شدند.
| سال  | عنوان                         | مجموعه                | شرکت تولیدی                      | یادداشت |
| ---- | ----------------------------- | --------------------- | -------------------------------- | --- |
| ۱۹۷۷ | هالک شگفت‌انگیز                | هالک شگفت‌انگیز        | یونیورسال تله‌ویژن                | قسمت‌های آزمایشی بکدور مجموعه تلویزیونی هالک شگفت‌انگیز؛ اکران‌های محدود سینما در سطح بین‌المللی |
| ۱۹۷۷ | بازگشت هالک شگفت‌انگیز         | هالک شگفت‌انگیز        | یونیورسال تله‌ویژن                | قسمت‌های آزمایشی بکدور مجموعه تلویزیونی هالک شگفت‌انگیز؛ اکران‌های محدود سینما در سطح بین‌المللی |
| ۱۹۷۸ | هالک شگفت‌انگیز: متأهل         | هالک شگفت‌انگیز        | یونیورسال تله‌ویژن                | اولین بار به عنوان یک ویژه دو ساعته پخش شد. در دو بخش در سندیکا نشان داده شده‌است. با عنوان عروس هالک شگفت‌انگیز برای برخی از ویدیوهای منتشر شده |
| ۱۹۷۸ | مرد عنکبوتی ضربه متقابل می‌زند | مرد عنکبوتی شگفت‌انگیز | چارلز فرایز پروداکشنز            | ترکیبی دوبخشی از قسمت گرد و غبار مرگبار; اکران محدود در برخی از سینماهای اروپا و آمریکای جنوبی. انتشار VHS در سال ۱۹۸۰. |
| ۱۹۸۱ | مرد عنکبوتی: چالش اژدها       | مرد عنکبوتی شگفت‌انگیز | چارلز فرایز پروداکشنز            | ترکیبی دوبخشی از قسمت تار چینی؛ اکران محدود سینما در استرالیا، برزیل و برخی سینماهای اروپایی؛ انتشار VHS در سال ۱۹۸۲. |
| ۲۰۰۷ | تیغه: خانه چتون               | تیغه: مجموعه          | نیو لاین تله‌ویژن                 | منتشر شده بر روی DVD در قالب توسعه یافته بدون رتبه‌بندی با زبان خشن‌تر و برهنگی جلویی |
| ۲۰۱۷ | غیرانسانی                     | غیرانسانی             | ای‌بی‌سی استودیوز / تلویزیون مارول | دو قسمت اول سریال، ببین… غیرانسانی و آن‌ها که ما را نابود می‌کنند، در سینماهای آی‌مکس عرضه شد و دو هفته قبل از پخش تلویزیونی آن در ای‌بی‌سی پخش شد؛ قسمت‌ها به عنوان «فصل اول» غیرانسانی: مجموعه تلویزیونی مارول نامگذاری شدند؛ بخشی از دنیای سینمایی مارول |

## جدول فروش
| فیلم                                | توزیع کننده(ها)            | تاریخ انتشار (آمریکا) | بودجه (میلیون) | باکس افیس                     | باکس افیس      | باکس افیس       | باکس افیس       |
| فیلم                                | توزیع کننده(ها)            | تاریخ انتشار (آمریکا) | بودجه (میلیون) | هفته افتتاحیه (آمریکای شمالی) | آمریکای شمالی  | دیگر سرزمین‌ها   | جهان            |
| ----------------------------------- | -------------------------- | --------------------- | -------------- | ----------------------------- | -------------- | --------------- | --------------- |
| هاوارد اردک                         | یونیورسال پیکچرز           | ۱ اوت ۱۹۸۶            | $۳۷            | $۵٬۰۷۰٬۱۳۶                    | $۱۶٬۲۹۵٬۷۷۴    | $۲۱٬۶۶۷٬۰۰۰     | $۳۷٬۹۶۲٬۷۷۴     |
| مجازاتگر                            | لایو اینترتیمنت            | ۲۵ آوریل ۱۹۹۱         | $۹             | N/A                           | N/A            | $۵۳۳٬۴۱۱        | $۵۳۳٬۴۱۱        |
| تیغه                                | نیو لاین سینما             | ۲۱ اوت ۱۹۹۸           | $۴۵            | $۱۷٬۰۷۳٬۸۵۶                   | $۷۰٬۰۸۷٬۷۱۸    | $۶۱٬۰۹۵٬۸۱۲     | $۱۳۱٬۱۸۳٬۵۳۰    |
| مردان ایکس                          | فاکس قرن بیستم             | ۱۴ ژوئیه ۲۰۰۰         | $۷۵            | $۵۴٬۴۷۱٬۴۷۵                   | $۱۵۷٬۲۹۹٬۷۱۷   | $۱۳۹٬۰۳۹٬۸۱۰    | $۲۹۶٬۳۳۹٬۵۲۷    |
| تیغه ۲                              | نیو لاین سینما             | ۲۲ مارس ۲۰۰۲          | $۵۴            | $۳۲٬۵۲۸٬۰۱۶                   | $۸۲٬۳۴۸٬۳۱۹    | $۷۲٬۶۶۱٬۷۱۳     | $۱۵۵٬۰۱۰٬۰۳۲    |
| مرد عنکبوتی                         | کلمبیا پیکچرز              | ۳ مه ۲۰۰۲             | $۱۳۹           | $۱۱۴٬۸۴۴٬۱۱۶                  | $۴۰۳٬۷۰۶٬۳۷۵   | $۴۱۸٬۰۰۲٬۱۷۶    | $۸۲۱٬۷۰۸٬۵۵۱    |
| بی‌باک                               | فاکس قرن بیستم             | ۱۴ فوریه ۲۰۰۳         | $۷۸            | $۴۰٬۳۱۰٬۴۱۹                   | $۱۰۲٬۵۴۳٬۵۱۸   | $۷۶٬۶۳۶٬۲۰۰     | $۱۷۹٬۱۷۹٬۷۱۸    |
| مردان ایکس ۲                        | فاکس قرن بیستم             | ۲ مه ۲۰۰۳             | $۱۱۰           | $۸۵٬۵۵۸٬۷۳۱                   | $۲۱۴٬۹۴۹٬۶۹۴   | $۱۹۲٬۷۶۱٬۸۵۵    | $۴۰۷٬۷۱۱٬۵۴۹    |
| هالک                                | یونیورسال پیکچرز           | ۲۰ ژوئن ۲۰۰۳          | $۱۳۷           | $۶۲٬۱۲۸٬۴۲۰                   | $۱۳۲٬۱۷۷٬۲۳۴   | $۱۱۳٬۱۸۳٬۲۴۶    | $۲۴۵٬۳۶۰٬۴۸۰    |
| مجازاتگر                            | لاینزگیت فیلمز             | ۱۶ آوریل ۲۰۰۴         | $۳۳            | $۱۳٬۸۳۴٬۵۲۷                   | $۳۳٬۸۱۰٬۱۸۹    | $۲۰٬۸۸۹٬۹۱۶     | $۵۴٬۷۰۰٬۱۰۵     |
| مرد عنکبوتی ۲                       | کلمبیا پیکچرز              | ۳۰ ژوئن ۲۰۰۴          | $۲۰۰           | $۸۸٬۱۵۶٬۲۲۷                   | $۳۷۳٬۵۸۵٬۸۲۵   | $۴۱۰٬۱۸۰٬۵۱۶    | $۷۸۳٬۷۶۶٬۳۴۱    |
| تیغه: سه گانگی                      | نیو لاین سینما             | ۸ دسامبر ۲۰۰۴         | $۶۵            | $۱۶٬۰۶۱٬۲۷۱                   | $۵۲٬۴۱۱٬۹۰۶    | $۷۶٬۴۹۳٬۴۶۰     | $۱۲۸٬۹۰۵٬۳۶۶    |
| الکترا                              | فاکس قرن بیستم             | ۱۴ ژانویه ۲۰۰۵        | $۴۳            | $۱۲٬۸۰۴٬۷۹۳                   | $۲۴٬۴۰۹٬۷۲۲    | $۳۲٬۲۷۱٬۸۴۴     | $۵۶٬۶۸۱٬۵۶۶     |
| Man-Thing                           | لاینزگیت فیلمز             | ۳۰ آوریل ۲۰۰۵         | $۷٫۵           | —                             | —              | $۱٬۱۲۳٬۱۳۶      | $۱٬۱۲۳٬۱۳۶      |
| چهار شگفت‌انگیز                      | فاکس قرن بیستم             | ۸ ژوئیه ۲۰۰۵          | $۱۰۰           | $۵۶٬۰۶۱٬۵۰۴                   | $۱۵۴٬۶۹۶٬۰۸۰   | $۱۷۵٬۸۸۳٬۶۳۹    | $۳۳۰٬۵۷۹٬۷۱۹    |
| مردان ایکس: آخرین ایستادگی          | فاکس قرن بیستم             | ۲۶ مه ۲۰۰۶            | $۲۱۰           | $۱۰۲٬۷۵۰٬۶۶۵                  | $۲۳۴٬۳۶۲٬۴۶۲   | $۲۲۴٬۹۹۷٬۰۹۳    | $۴۵۹٬۳۵۹٬۵۵۵    |
| روح سوار                            | کلمبیا پیکچرز              | ۱۶ فوریه ۲۰۰۷         | $۱۱۰           | $۴۵٬۳۸۸٬۸۳۶                   | $۱۱۵٬۸۰۲٬۵۹۶   | $۱۱۲٬۹۳۵٬۷۹۷    | $۲۲۸٬۷۳۸٬۳۹۳    |
| مرد عنکبوتی ۳                       | کلمبیا پیکچرز              | ۴ مه ۲۰۰۷             | $۲۵۸           | $۱۵۱٬۱۱۶٬۵۱۶                  | $۳۳۶٬۵۳۰٬۳۰۳   | $۵۵۴٬۳۴۱٬۳۲۳    | $۸۹۰٬۸۷۱٬۶۲۶    |
| چهار شگفت‌انگیز: قیام موج‌سوار نقره‌ای | فاکس قرن بیستم             | ۱۵ ژوئن ۲۰۰۷          | $۱۳۰           | $۵۸٬۰۵۱٬۶۸۴                   | $۱۳۱٬۹۲۱٬۷۳۸   | $۱۵۷٬۱۲۶٬۰۲۵    | $۲۸۹٬۰۴۷٬۷۶۳    |
| مرد آهنی                            | پارامونت پیکچرز            | ۲ مه ۲۰۰۸             | $۱۴۰           | $۹۸٬۶۱۸٬۶۶۸                   | $۳۱۸٬۴۱۲٬۱۰۱   | $۲۶۶٬۷۶۲٬۱۲۱    | $۵۸۵٬۱۷۴٬۲۲۲    |
| هالک شگفت‌انگیز                      | یونیورسال پیکچرز           | ۱۳ ژوئن ۲۰۰۸          | $۱۵۰           | $۵۵٬۴۱۴٬۰۵۰                   | $۱۳۴٬۸۰۶٬۹۱۳   | $۱۲۸٬۶۲۰٬۶۳۸    | $۲۶۳٬۴۲۷٬۵۵۱    |
| مجازاتگر: منطقه جنگ                 | لاینزگیت فیلمز             | ۵ دسامبر ۲۰۰۸         | $۳۵            | $۴٬۲۷۱٬۴۵۱                    | $۸٬۰۵۰٬۹۷۷     | $۲٬۰۴۹٬۰۵۹      | $۱۰٬۱۰۰٬۰۳۶     |
| خاستگاه مردان ایکس: ولورین          | فاکس قرن بیستم             | ۱ مه ۲۰۰۹             | $۱۵۰           | $۸۵٬۰۵۸٬۰۰۳                   | $۱۷۹٬۸۸۳٬۱۵۷   | $۱۹۳٬۱۷۹٬۷۰۷    | $۳۷۳٬۰۶۲٬۸۶۴    |
| مرد آهنی ۲                          | پارامونت پیکچرز            | ۷ مه ۲۰۱۰             | $۲۰۰           | $۱۲۸٬۱۲۲٬۴۸۰                  | $۳۱۲٬۴۳۳٬۳۳۱   | $۳۱۱٬۵۰۰٬۰۰۰    | $۶۲۳٬۹۳۳٬۳۳۱    |
| ثور                                 | پارامونت پیکچرز            | ۶ مه ۲۰۱۱             | $۱۵۰           | $۶۵٬۷۲۳٬۳۳۸                   | $۱۸۱٬۰۳۰٬۶۲۴   | $۲۶۸٬۲۹۵٬۹۹۴    | $۴۴۹٬۴۳۹٬۹۹۴    |
| مردان ایکس: کلاس اول                | فاکس قرن بیستم             | ۳ ژوئن ۲۰۱۱           | $۱۶۰           | $۵۵٬۱۰۱٬۶۰۴                   | $۱۴۶٬۴۰۸٬۳۰۵   | $۲۰۷٬۲۱۵٬۸۱۹    | $۳۵۳٬۶۲۴٬۱۲۴    |
| کاپیتان آمریکا: نخستین انتقام‌جو     | پارامونت پیکچرز            | ۲۲ ژوئیه ۲۰۱۱         | $۱۴۰           | $۶۵٬۰۵۸٬۵۲۴                   | $۱۷۶٬۶۵۴٬۵۰۵   | $۱۹۳٬۹۱۵٬۲۶۹    | $۳۷۰٬۵۶۹٬۷۷۴    |
| روح سوار: روح انتقام                | کلمبیا پیکچرز              | ۱۷ فوریه ۲۰۱۲         | $۵۷            | $۲۲٬۱۱۵٬۳۳۴                   | $۵۱٬۷۷۴٬۰۰۲    | $۸۰٬۷۸۹٬۹۲۸     | $۱۳۲٬۵۶۳٬۹۳۰    |
| انتقامجویان                         | استودیو سینمایی والت دیزنی | ۴ مه ۲۰۱۲             | $۲۲۰           | $۲۰۷٬۴۳۸٬۷۰۸                  | $۶۲۳٬۳۵۷٬۹۱۰   | $۸۹۵٬۲۳۷٬۰۰۰    | $۱٬۵۱۸٬۵۹۴٬۹۱۰  |
| مرد عنکبوتی شگفت‌انگیز               | کلمبیا پیکچرز              | ۳ ژوئیه ۲۰۱۲          | $۲۳۰           | $۶۲٬۰۰۴٬۶۸۸                   | $۲۶۲٬۰۳۰٬۶۶۳   | $۴۹۵٬۹۰۰٬۰۰۰    | $۷۵۷٬۹۳۰٬۶۶۳    |
| مرد آهنی ۳                          | استودیو سینمایی والت دیزنی | ۳ مه ۲۰۱۳             | $۲۰۰           | $۱۷۴٬۱۴۴٬۵۸۵                  | $۴۰۹٬۰۱۳٬۹۹۴   | $۸۰۶٬۴۲۶٬۰۰۰    | $۱٬۲۱۵٬۴۳۹٬۹۹۴  |
| ولورین                              | فاکس قرن بیستم             | ۲۶ ژوئیه ۲۰۱۳         | $۱۲۰           | $۵۳٬۱۱۳٬۷۵۲                   | $۱۳۲٬۵۵۰٬۹۶۰   | $۲۸۲٬۲۷۱٬۳۹۴    | $۴۱۴٬۸۲۸٬۲۴۶    |
| ثور: دنیای تاریک                    | استودیو سینمایی والت دیزنی | ۸ نوامبر ۲۰۱۳         | $۱۷۰           | $۸۵٬۷۳۷٬۸۴۱                   | $۲۰۶٬۳۲۱٬۱۹۸   | $۴۳۸٬۴۲۱٬۰۰۰    | $۶۴۴٬۷۸۳٬۱۴۰    |
| کاپیتان آمریکا: سرباز زمستان        | استودیو سینمایی والت دیزنی | ۴ آوریل ۲۰۱۴          | $۱۷۰           | $۹۵٬۰۲۳٬۷۲۱                   | $۲۵۹٬۷۶۶٬۵۷۲   | $۴۵۵٬۰۰۰٬۰۰۰    | $۷۱۴٬۷۶۶٬۵۷۲    |
| مرد عنکبوتی شگفت‌انگیز ۲             | کلمبیا پیکچرز              | ۲ مه ۲۰۱۴             | $۲۵۵           | $۹۱٬۶۰۸٬۳۳۷                   | $۲۰۲٬۸۵۳٬۹۳۳   | $۵۰۶٬۱۲۸٬۳۹۰    | $۷۰۸٬۹۸۲٬۳۲۳    |
| مردان ایکس: روزهای گذشته آینده      | فاکس قرن بیستم             | ۲۳ مه ۲۰۱۴            | $۲۰۰           | $۹۰٬۸۲۳٬۶۶۰                   | $۲۳۳٬۹۲۱٬۵۳۴   | $۵۱۴٬۲۰۰٬۰۰۰    | $۷۴۸٬۱۲۱٬۵۳۴    |
| نگهبانان کهکشان                     | استودیو سینمایی والت دیزنی | ۱ اوت ۲۰۱۴            | $۱۹۵           | $۹۴٬۳۲۰٬۸۸۳                   | $۳۳۳٬۱۷۶٬۶۰۰   | $۴۴۱٬۰۰۰٬۰۰۰    | $۷۷۴٬۱۷۶٬۶۰۰    |
| ۶ ابرقهرمان                         | استودیو سینمایی والت دیزنی | ۷ نوامبر ۲۰۱۴         | $۱۶۵           | $۵۶٬۲۱۵٬۸۸۹                   | $۲۲۲٬۵۲۷٬۸۲۸   | $۴۳۴٬۶۰۰٬۰۰۰    | $۶۵۷٬۱۲۷٬۸۲۸    |
| انتقام‌جویان: عصر اولتران            | استودیو سینمایی والت دیزنی | ۱ مه ۲۰۱۵             | $۲۵۰           | $۱۹۱٬۲۷۱٬۱۰۹                  | $۴۵۹٬۰۰۵٬۸۶۸   | $۹۴۶٬۰۲۹٬۸۹۹    | $۱٬۴۰۵٬۰۳۵٬۷۶۷  |
| مرد مورچه‌ای                         | استودیو سینمایی والت دیزنی | ۱۷ ژوئیه ۲۰۱۵         | $۱۳۰           | $۵۷٬۲۲۵٬۵۲۶                   | $۱۸۰٬۲۰۲٬۱۶۳   | $۳۳۹٬۰۴۸٬۶۱۶    | $۵۱۹٬۲۵۰٬۷۷۹    |
| چهار شگفت‌انگیز                      | فاکس قرن بیستم             | ۷ اوت ۲۰۱۵            | $۱۲۰           | $۲۵٬۶۸۵٬۷۳۷                   | $۵۶٬۱۱۷٬۵۴۸    | $۱۱۱٬۸۶۰٬۰۴۸    | $۱۶۷٬۹۷۷٬۵۹۶    |
| ددپول                               | فاکس قرن بیستم             | ۱۲ فوریه ۲۰۱۶         | $۵۸            | $۱۳۲٬۴۳۴٬۶۰۰                  | $۳۶۳٬۰۷۰٬۷۰۹   | $۴۱۲٬۶۳۴٬۶۷۳    | $۷۷۵٬۷۰۵٬۳۸۲    |
| کاپیتان آمریکا: جنگ داخلی           | استودیو سینمایی والت دیزنی | ۶ مه ۲۰۱۶             | $۲۵۰           | $۱۷۹٬۱۳۹٬۱۴۲                  | $۳۹۸٬۹۸۰٬۹۶۹   | $۷۴۶٬۲۴۱٬۰۰۰    | $۱٬۱۴۵٬۲۲۱٬۹۶۹  |
| مردان ایکس: آپوکالیپس               | فاکس قرن بیستم             | ۲۷ مه ۲۰۱۶            | $۱۷۸           | $۶۵٬۷۶۹٬۵۶۲                   | $۱۴۰٬۸۴۷٬۸۳۶   | $۳۴۳٬۸۱۶٬۳۱۰    | $۴۸۴٬۶۶۴٬۱۴۶    |
| مجموع                               | مجموع                      | مجموع                 | $۵٫۵۸۰٫۰۰۰٫۰۰۰ |                               | $۷٫۶۵۷٫۰۰۰٫۰۰۰ | $۱۰٫۷۸۸٫۰۰۰٫۰۰۰ | $۱۸٫۴۴۵٫۰۰۰٫۰۰۰ |
| میانگین                             | میانگین                    | میانگین               | $۱۵۸٫۵۰۰٫۰۰۰   |                               | $۲۰۴٫۷۰۰٫۰۰۰   | $۳۵۳٫۵۰۰٫۰۰۰    | $۵۵۸٫۵۰۰٫۰۰۰    |